# Borów Wielki
Borów Wielki (prononciation : [ˈbɔruf ˈvjɛlki]) est un village polonais de la gmina de Nowe Miasteczko dans le powiat de Nowa Sól de la voïvodie de Lubusz dans l'ouest de la Pologne.
Il se situe à environ 8 kilomètres à l'ouest de Nowe Miasteczko (siège de la gmina), 15 kilomètres au sud-ouest de Nowa Sól (siège du powiat) et 30 kilomètres au sud de Zielona Góra (siège de la diétine régionale).

## Histoire
Au cours du deuxième partage de la Pologne en 1793, le village est annexé par le Royaume de Prusse sous le nom de Großenborau. (voir Évolution territoriale de la Pologne)
Après la Seconde Guerre mondiale, avec la mise en œuvre de la ligne Oder-Neisse, le village retourne à la République populaire de Pologne.
De 1975 à 1998, le village appartenait administrativement à la voïvodie de Zielona Góra.

Depuis 1999, il appartient administrativement à la voïvodie de Lubusz